# Carl Christian August Paulssen
Carl Christian August Paulssen (auch Paulßen; * 26. Juli 1766 in Jena; † 23. November 1813 in Weimar) war Bürgermeister von Weimar.

## Leben
Nach juristischem Studium wurde Paulssen Amtsaccessist in Weimar, 1791 dann Amtsaktuar in Ilmenau. Seit 1792 trug er den Titel eines Amtskommissars, später war er auch Stadtschreiber und Ratsherr ebendort. 1813 wurde er Mitglied des Landeskollegiums in Weimar mit dem Titel eines Herzoglich Sachsen-Weimarischen Rats sowie Bürgermeister der Stadt Weimar.
Paulssen war zweimal verheiratet und hatte insgesamt zehn Kinder.